# Scottish FA Cup 1897/98
Der Scottish FA Cup wurde 1897/98 zum 25. Mal ausgespielt. Der wichtigste schottische Fußball-Pokalwettbewerb, der vom Schottischen Fußballverband geleitet und ausgetragen wurde, begann am 8. Januar 1898 und endete mit dem Finale am 26. März 1898 im Hampden Park von Glasgow. Als Titelverteidiger starteten die Glasgow Rangers in den Wettbewerb, die sich im Vorjahresfinale gegen den FC Dumbarton durchgesetzt hatten und zum zweiten Mal nach 1894 den Titel holten. Im diesjährigen Endspiel um den Schottischen Pokal standen erneut die Rangers, Gegner war der Zweitligist FC Kilmarnock. Mit einem 2:0-Sieg gewannen die Rangers bei ihrer vierten Endspielteilnahme nach 1877, 1894 und 1897 zum dritten Mal den Scottish FA Cup. Der FC Kilmarnock erreichte zum ersten Mal in der Vereinsgeschichte das Finale. Die Rangers wurden in der Saison 1897/98 der schottischen Meisterschaft Vizemeister hinter Celtic Glasgow. Die Killies wurden Zweitligameister.

## 1. Runde
Ausgetragen wurden die Begegnungen am 8. und 15. Januar 1898. Die Wiederholungsspiele fanden am 15. Januar 1898 statt.
|                    | Ergebnis |                       |
| ------------------ | -------- | --------------------- |
| FC Abercorn        | 1:1      | Hibernian Edinburgh   |
| FC Arthurlie       | 0:7      | Celtic Glasgow        |
| FC Ayr Parkhouse   | 2:1      | Kilmarnock Athletic   |
| FC Bathgate        | 2:4      | FC Cartvale           |
| FC Clyde           | 1:3      | Third Lanark          |
| Dumfries Hibernian | 2:7      | FC St. Mirren         |
| FC Dundee          | 2:1      | Partick Thistle       |
| Dundee Wanderers   | 3:2      | FC Orion              |
| FC Bo’ness         | 0:6      | FC Queen’s Park       |
| FC Kilmarnock      | 5:1      | Sixth GRV Dalbeattie  |
| Leith Athletic     | 2:0      | Port Glasgow Athletic |
| Lochee United      | 0:8      | Heart of Midlothian   |
| Greenock Morton    | 7:1      | FC Motherwell         |
| Raith Rovers       | 2:4      | FC East Stirlingshire |
| Glasgow Rangers    | 8:0      | FC Polton Vale        |
| FC St. Bernard’s   | 1:1      | FC Dumbarton          |

### Wiederholungsspiele
|                     | Ergebnis |                  |
| ------------------- | -------- | ---------------- |
| FC Dumbarton        | 1:3      | FC St. Bernard’s |
| Hibernian Edinburgh | 7:1      | FC Abercorn      |

## Achtelfinale
Ausgetragen wurden die Begegnungen am 22. Januar 1898. 
|                     | Ergebnis |                       |
| ------------------- | -------- | --------------------- |
| FC Dundee           | 2:0      | FC St. Mirren         |
| Dundee Wanderers    | 3:6      | FC Ayr Parkhouse      |
| Heart of Midlothian | 4:1      | Greenock Morton       |
| Hibernian Edinburgh | 3:1      | FC East Stirlingshire |
| FC Kilmarnock       | 9:2      | Leith Athletic        |
| Glasgow Rangers     | 12:0     | FC Cartvale           |
| FC St. Bernard’s    | 0:5      | FC Queen’s Park       |
| Third Lanark        | 3:2      | Celtic Glasgow        |

## Viertelfinale
Ausgetragen wurden die Begegnungen am 5. Februar 1898. 
|                  | Ergebnis |                     |
| ---------------- | -------- | ------------------- |
| FC Ayr Parkhouse | 2:7      | FC Kilmarnock       |
| FC Dundee        | 3:0      | Heart of Midlothian |
| FC Queen’s Park  | 1:3      | Glasgow Rangers     |
| Third Lanark     | 2:0      | Hibernian Edinburgh |

## Halbfinale
Ausgetragen wurden die Begegnungen am 19. Februar 1898. Die Wiederholungsspiele fanden am 26. Februar und 12. März 1898 statt. 
|                 | Ergebnis |              |
| --------------- | -------- | ------------ |
| FC Kilmarnock   | 3:2      | FC Dundee    |
| Glasgow Rangers | 1:1      | Third Lanark |

### 1. Wiederholungsspiel
|              | Ergebnis |                 |
| ------------ | -------- | --------------- |
| Third Lanark | 2:2      | Glasgow Rangers |

### 2. Wiederholungsspiel
|                 | Ergebnis |              |
| --------------- | -------- | ------------ |
| Glasgow Rangers | 2:0      | Third Lanark |

## Finale
| Glasgow Rangers                         | Glasgow Rangers | FC Kilmarnock | FC Kilmarnock |
| --------------------------------------- | --- | --- | ------------- |
| Glasgow Rangers                         | \| Finale \| \| 26. März 1898 in Glasgow (Hampden Park) \| \| Ergebnis: 2:0 (0:0) \| \| Zuschauer: 13.000 \| \| Schiedsrichter: n. b. \| \| Spielbericht \|                         | \| Finale \| \| 26. März 1898 in Glasgow (Hampden Park) \| \| Ergebnis: 2:0 (0:0) \| \| Zuschauer: 13.000 \| \| Schiedsrichter: n. b. \| \| Spielbericht \|                                 | FC Kilmarnock |
| Glasgow Rangers                         | Matthew Dickie – Nicol Smith, Jock Drummond, Neilly Gibson, Robert Neil, David Mitchell, James Millar, John McPherson, Robert Hamilton, Tommy Hyslop, Alex Smith Cheftrainer: n. b. | James McAllan – Thomas Busby, Robert Brown – John Johnstone, George Anderson, David McPherson – Robert Findlay, Andrew Reid, James Campbell, David Maitland, Willie Muir Cheftrainer: n. b. | FC Kilmarnock |
| Glasgow Rangers                         | 1:0 Alex Smith (59.) 2:0 Robert Hamilton (63.) | | FC Kilmarnock |
| Finale                                  | | |               |
| 26. März 1898 in Glasgow (Hampden Park) | | |               |
| Ergebnis: 2:0 (0:0)                     | | |               |
| Zuschauer: 13.000                       | | |               |
| Schiedsrichter: n. b.                   | | |               |
| Spielbericht                            | | |               |